# 동곡로 (광주)
동곡로(Donggok-ro)는 광주광역시 광산구 동곡동 본덕교차로 와 광주광역시 광산구 운수동 운수IC 잇는 도로이다.

## 주요 경유지
광주광역시
- 광산구 (동곡동 . 평동 . 어룡동)

## 노선
| 이름                      | 접속 노선                              | 소재지        | 소재지        | 소재지        | 비고          |
| 건재로와 직결             | 건재로와 직결                          | 건재로와 직결 | 건재로와 직결 | 건재로와 직결 | 건재로와 직결 |
| ------------------------- | -------------------------------------- | ------------- | ------------- | ------------- | ------------- |
| 본덕교차로                | 국가지원지방도 제49호선 (빛가람장성로) | 광주광역시    | 광산구        | 동곡동        |               |
| 히메기고개                |                                        | 광주광역시    | 광산구        | 동곡동        |               |
| 하산교                    |                                        | 광주광역시    | 광산구        | 동곡동        |               |
| 평동산단입구교차로        | 국도 제13호선 (송도로) 평동산단6번로   | 광주광역시    | 광산구        | 평동          |               |
| 송정1교사거리             | 상무대로                               | 광주광역시    | 광산구        | 평동          |               |
| 평동산단사거리            | 광주광역시도 제52호선 (평동로)         | 광주광역시    | 광산구        | 평동          |               |
| 평동대교                  |                                        | 광주광역시    | 광산구        | 평동          |               |
|                           | 어룡동                                 | 광주광역시    | 광산구        |               |               |
| (이름없음) (선운지하차도) | 국도 제22호선 (어등대로)               | 광주광역시    | 광산구        |               |               |
| 운수IC교차로              | 25호선 호남고속도로                    | 광주광역시    | 광산구        |               |               |
| 하남진곡산단로와 직결     |                                        |               |               |               |               |

## 주요 건물 및 시설
- HD현대오일뱅크 원우주유소 (동곡로 72/본덕동 549-1)
- SK에너지 강남주유소 (동곡로 104/하산동 153-2)
- SK에너지 행복충전 광주엘피지충전소 (동곡로 122/히산동 150-1)
- SK에너지 행복충전 제일에너지 동곡점 (동곡로 123/하산동 147-1)
- 동곡파출소 (동곡로 155/하산동 139-30)
- 동곡만남의휴게소 (동곡로 170/유계동 608-3)
- S-OIL 동곡주유소 (동곡로 171/하산동 481-6)
- GS칼텍스 낙원주유소 (동곡로 259/복룡동 385)
- 동곡수소충전소 (동곡로 324/복룡동 94-1)
- SK에너지 동곡농협주유소 (동곡로 383/복룡동 89-5)
- SK에너지 한성골드주유소 (동곡로 407/복룡동 371-2)
- 타이어뱅크 평동산단점 (동곡로 411/월전동 274-12)
- GS칼텍스 송정동일주유소 (동곡로 450/월전동 68-4)
- GS칼텍스 동일가스충전소 (동곡로 456/월전동 139-4)
- SK에너지 버들주유소 (동곡로 510/월전동 2-75)
- 알뜰 평동제일주유소 (동곡로 552/장록동 527-4)
- S-OIL 부싯돌주유소 (동곡로 645/송촌동 240-1)
- SK에너지 평동천우주유소 (동곡로 655/송촌동 227-1)
- 송촌주유소 (동곡로 656/송촌동 226-2)
- 알뜰 진양주유소 (동곡로 664/송촌동 68)